# Episodi di Karkú (seconda stagione)
| nº | Titolo originale     | Titolo italiano        | Prima TV Cile  | Prima TV Italia |
| -- | -------------------- | ---------------------- | -------------- | --------------- |
| 1  | Limpieza de la playa | Pulizia della spiaggia | 9 aprile 2008  | 2 maggio 2011   |
| 2  | Al volver a casa     | Tornando a casa        | 10 aprile 2008 | 3 maggio 2011   |
| 3  | Cumpleaños de Zico   | Il compleanno di Zico  | 11 aprile 2008 | 4 maggio 2011   |
| 4  | La maestra malvada   | La cattiva maestra     | 12 aprile 2008 | 5 maggio 2011   |